# De Helse Houtzagerij
De Helse Houtzagerij (oorspronkelijke titel: The Miserable Mill) is het vierde deel in de Ellendige avonturen-serie en is net als de andere delen geschreven door Lemony Snicket.

## Verhaal
In dit vierde deel komen de 3 Baudelaires - Violet, Claus en Roosje - terecht in de Goed Geluk Houtzagerij, een houtzagerij in het afgelegen dorpje Prutseradeel. De directeurs van deze zaagmolen zijn de vriendelijke Karel en de onaardige Meneer, die een rookwolk voor zijn gezicht heeft hangen. Karel laat ze de bibliotheek zien, die 3 boeken telt, een over de geschiedenis van de houtzagerij, een over de grondwet in Prutseradeel en een boek, geschonken door Dr. Georgina Orwell, een oogheelkundige die in een oogvormig gebouw woont. Verder hebben ze te maken met voorman Raffagalo (een anagram van Graaf Olaf) en de optimistische medewerker Flip. Olaf is echter in geen velden of wegen te bekennen...
Als Raffagalo Claus laat struikelen, breekt die zijn bril. Karel neemt hem mee naar Dr. Orwell, . Als Claus terugkeert lijkt hij wel gehypnotiseerd. De volgende dag veroorzaakt Claus een ongeluk in de zagerij, waarna hij weer normaal is. Dankzij Raffagalo breekt Claus' bril echter opnieuw, maar dit keer beslissen Violet en Roosje mee te gaan naar Dr. Orwell. Ze ontdekken daar Graaf Olaf, die ditmaal vermomd is als receptioniste Sonja. Als ze terugkeren is Claus opnieuw gehypnotiseerd.
Terug in de molen lezen ze in een briefje van Meneer dat als er nog een ongeluk gebeurt, hij ze onder de voogdij van Sonja zal plaatsen. Nadat ze Claus naar bed hebben gebracht gaan Violet en Roosje naar de bibliotheek om het door Dr. Orwell gedoneerde boek te lezen. Violet begrijpt lang niet alle woorden, maar bedenkt daar een hulpmiddeltje voor en komt zo tot de ontdekking dat Claus met behulp van een woord wordt gehypnotiseerd of ontgehypnotiseerd.
Heel vroeg in de ochtend worden ze gewekt door het geluid van de zaagmolen. Violet en Roosje snellen van de bibliotheek naar het gebouw toe en zien daar voorman Raffagalo. Ook zien ze hoe Karel vastgebonden zit aan een stam. Ook Claus, nog steeds gehypnotiseerd, blijkt aanwezig en Raffagalo geeft hem het commando de molen aan te zetten. Violet ontdekt dat het commandowoord Geluk is en vervolgens ontstaat er een groot gevecht, waar ook Dr. Orwell en Sonja/Olaf een rol in spelen. Violet herinnert zich het ongeval, waarna Claus weer normaal werd en stopt Claus' hypnose met het woord excessief. Roosje en Orwell vechten een duel uit, waarbij Roosje haar tanden als wapen gebruikt en Violet wordt vastgehouden door Raffagalo en Graaf Olaf. Het lukt Claus, met behulp van een ontschorser en veel kauwgum, de zaagmolen van richting te veranderen, waardoor Karel ongedeerd blijft. Dr. Orwell vindt echter de dood als ze in het pad van de zaagmolen stapt.
De kinderen leggen het verhaal uit aan Meneer Poe en Meneer. Ze geloven echter niet dat Sonja Olaf is en gaan daarom naar de bibliotheek, waar Sonja is opgesloten. Olaf en Raffagalo, die een van Olafs handlangers blijkt te zijn, ontsnappen echter door een raam nadat Olaf Orwells boek door de ruit had gegooid. Ze ontsnappen en Meneer stuurt de Baudelairewezen naar een kostschool, waar het het volgende boek over gaat.